# Umetnina
Umetnina je delo, izdelek s področja umetnosti. Definicija umetnosti lahko variira od slikarstva, fotografije, filma, itd.